# Oh la la la!
Oh la la la! is het dertiende cd-album van de serie Samson en Gert. Het album verscheen op 10 juni 2002. Op het album zijn de stemmen van Danny Verbiest als Samson en Gert Verhulst als Gert te horen. De teksten zijn van Danny Verbiest, Gert Verhulst, Hans Bourlon, Ivo de Wijs en Alain Vande Putte . De muziek is van de hand van Johan Vanden Eede en Miguel Wiels. In sommige liedjes zingt het koor De Studio 100 kids en de 6 Teens mee.

## Tracklist
| Nr. | Titel                  | Duur |
| --- | ---------------------- | ---- |
| 1.  | Oh la la la!           | 3:05 |
| 2.  | Op de foto             | 3:09 |
| 3.  | Kapitein               | 4:05 |
| 4.  | Daar is de zon         | 3:20 |
| 5.  | Marlène                | 3:04 |
| 6.  | Olé pistolé            | 3:33 |
| 7.  | Zangles                | 2:53 |
| 8.  | Honolulu               | 3:25 |
| 9.  | Alle meisjes           | 4:04 |
| 10. | Wij gaan niet slapen   | 2:49 |
| 11. | Samson is bang         | 3:26 |
| 12. | De muziek van Kerstmis | 3:31 |

## Hits
Dit album stond in België van 22 juni 2002 tot 21 september 2002 (14 weken) in de Ultratop 50 (Vlaanderen) waarvan het 3 weken op nummer 4 stond.